# Reinhold Pommer
Reinhold Pommer (n. 6 ianuarie 1935, Mastník u Města Libavá⁠(d), VÚ Libavá⁠(d), Republica Socialistă Cehă, Cehoslovacia – d. 26 martie 2014, Haßfurt, Bavaria, Germania) a fost un ciclist german, medaliat olimpic. A participat la o ediție a Jocurilor Olimpice (1956) în care a câștigat o medalie de bronz.

## Participări
Lista de mai jos prezintă principalele competiții la care a participat Reinhold Pommer de-a lungul carierei.
- cycling at the 1956 Summer Olympics – men's team road race[*]